# Charles Leclerc
Charles Marc Hervé Perceval Leclerc, monaški dirkač Formule 1, * 16. oktober 1997, Monte Carlo, Monako.

## Formula 1

### 2019
11. septembra 2018 je naznanil, da bo v sezoni 2019 dirkal pri Ferrariju - Scuderia Ferrari potem, ko je Kimi Räikkönen naznanil slovo od moštva. 
Svojo prvo zmago v karieri je dosegel 1. septembra 2019 na VN Belgije v Spa-Francorchampsu. V svoji prvi sezoni F1 (kot dirkač Ferrarija) je na stopničke stopil šestkrat.

## Dirkaški rezultati

### Dosežki
| Sezona | Serija                              | Moštvo                    | Dirke         | Zmage         | Pole          | Stopničke     | Točke         | Uvr.          |
| ------ | ----------------------------------- | ------------------------- | ------------- | ------------- | ------------- | ------------- | ------------- | ------------- |
| 2014   | Formula Renault 2.0 Alps            | Fortec Motorsports        | 14            | 2             | 1             | 7             | 199           | 2.            |
| 2014   | Eurocup Formula Renault 2.0         | Fortec Motorsports        | 6             | 0             | 0             | 3             | 0             | /             |
| 2015   | FIA Formula 3 European Championship | Van Amersfoort Racing     | 33            | 4             | 3             | 13            | 363.5         | 4.            |
| 2015   | Macau Grand Prix                    | Van Amersfoort Racing     | 1             | 0             | 0             | 1             | N/A           | 2.            |
| 2016   | Formula One                         | Scuderia Ferrari          | Testni dirkač | Testni dirkač | Testni dirkač | Testni dirkač | Testni dirkač | Testni dirkač |
| 2016   | Formula One                         | Haas F1 Team              | Testni dirkač | Testni dirkač | Testni dirkač | Testni dirkač | Testni dirkač | Testni dirkač |
| 2016   | GP3 Series                          | ART Grand Prix            | 18            | 3             | 4             | 8             | 202           | 1.            |
| 2017   | Formula One                         | Scuderia Ferrari          | Testni dirkač | Testni dirkač | Testni dirkač | Testni dirkač | Testni dirkač | Testni dirkač |
| 2017   | Formula One                         | Sauber F1 Team            | Testni dirkač | Testni dirkač | Testni dirkač | Testni dirkač | Testni dirkač | Testni dirkač |
| 2017   | FIA Formula 2 Championship          | Prema Racing              | 22            | 7             | 8             | 10            | 282           | 1.            |
| 2018   | Formula One                         | Alfa Romeo Sauber F1 Team | 21            | 0             | 0             | 0             | 39            | 13.           |
| 2019   | Formula One                         | Scuderia Ferrari          | 21            | 2             | 7             | 10            | 264           | 4.            |

### Rezultati Svetovnega prvenstva Formule 1
(legenda) (odebeljene dirke pomenijo najboljši štartni položaj, poševne pa najhitrejši krog, †-uvrščen kljub odstopu)
| Leto | Moštvo                    | Šasija       | Motor                    | 1      | 2      | 3      | 4     | 5      | 6       | 7      | 8      | 9     | 10     | 11      | 12      | 13      | 14     | 15     | 16    | 17      | 18      | 19     | 20      | 21    | Prv | Toč |
| ---- | ------------------------- | ------------ | ------------------------ | ------ | ------ | ------ | ----- | ------ | ------- | ------ | ------ | ----- | ------ | ------- | ------- | ------- | ------ | ------ | ----- | ------- | ------- | ------ | ------- | ----- | --- | --- |
| 2016 | Haas F1 Team              | Haas VF-16   | Ferrari 061 1.6 V6 t     | AVS    | BAH    | KIT    | RUS   | ŠPA    | MON     | KAN    | EU     | AVT   | VB TD  | MAD TD  | NEM TD  | BEL     | ITA    | SIN    | MAL   | JAP     | ZDA     | MEH    | BRA TD  | ABU   | –   | –   |
| 2017 | Sauber F1 Team            | Sauber C36   | Ferrari 061 1.6 V6 t     | AVS    | KIT    | BAH    | RUS   | ŠPA    | MON     | KAN    | AZE    | AVT   | VB     | MAD     | BEL     | ITA     | SIN    | MAL TD | JAP   | ZDA TD  | MEH TD  | BRA TD | ABU     |       | –   | –   |
| 2018 | Alfa Romeo Sauber F1 Team | Sauber C37   | Ferrari 062 EVO 1.6 V6 t | AVS 13 | BAH 12 | KIT 19 | AZE 6 | ŠPA 10 | MON 18† | KAN 10 | FRA 10 | AVT 9 | VB Ret | NEM 15  | MAD Ret | BEL Ret | ITA 11 | SIN 9  | RUS 7 | JAP Ret | ZDA Ret | MEH 7  | BRA 7   | ABU 7 | 13. | 39  |
| 2019 | Scuderia Ferrari          | Ferrari SF90 | Ferrari 064 1.6 V6 t     | AVS 5  | BAH 3  | KIT 5  | AZE 5 | ŠPA 5  | MON Ret | KAN 3  | FRA 3  | AVT 2 | VB 3   | NEM Ret | MAD 4   | BEL 1   | ITA 1  | SIN 2  | RUS 3 | JAP 6   | MEH 4   | ZDA 4  | BRA 18† | ABU 3 | 4.  | 264 |